# Половинчик
Полови́нчик — село в Україні, в Монастирищенській міській громаді Уманського району Черкаської області. Розташоване на обох берегах струмка Безіменний (притока Гірського Тікичу) за 7 км на північний захід від міста Монастирище та за 5 км від станції Монастирище. Населення становить 492 особи.

## Галерея

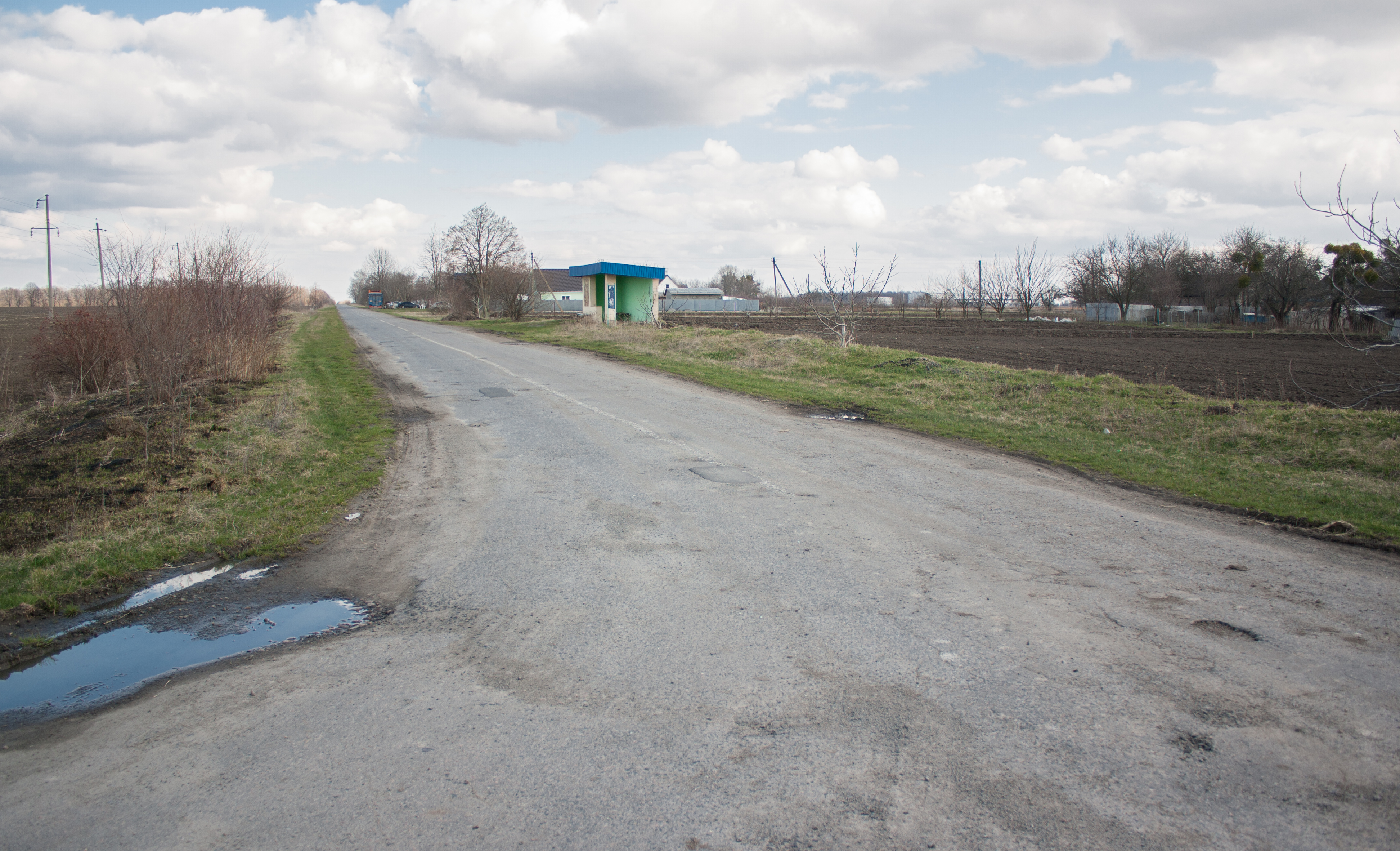
Вулиця Молодіжна
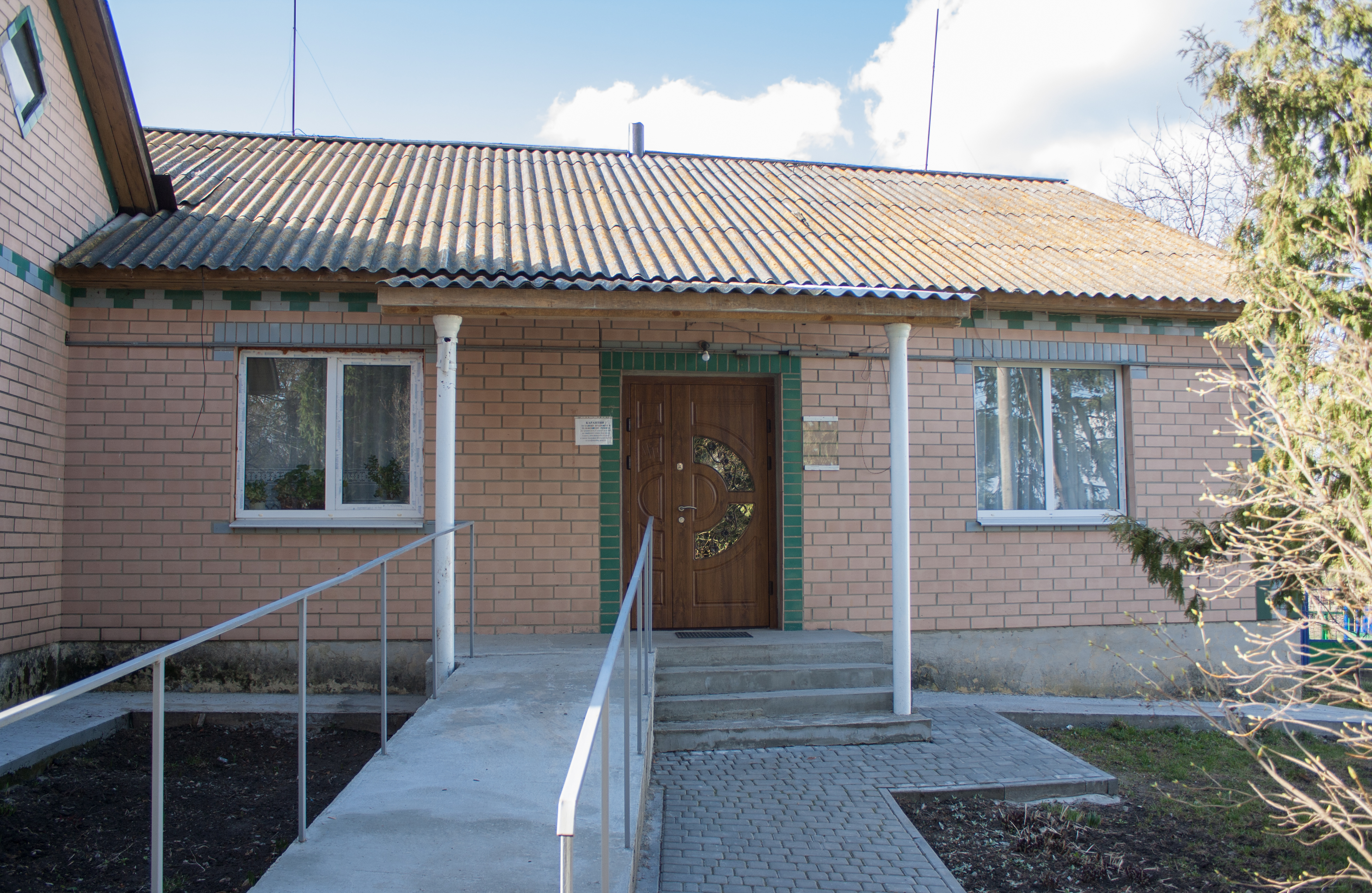
Сільська рада
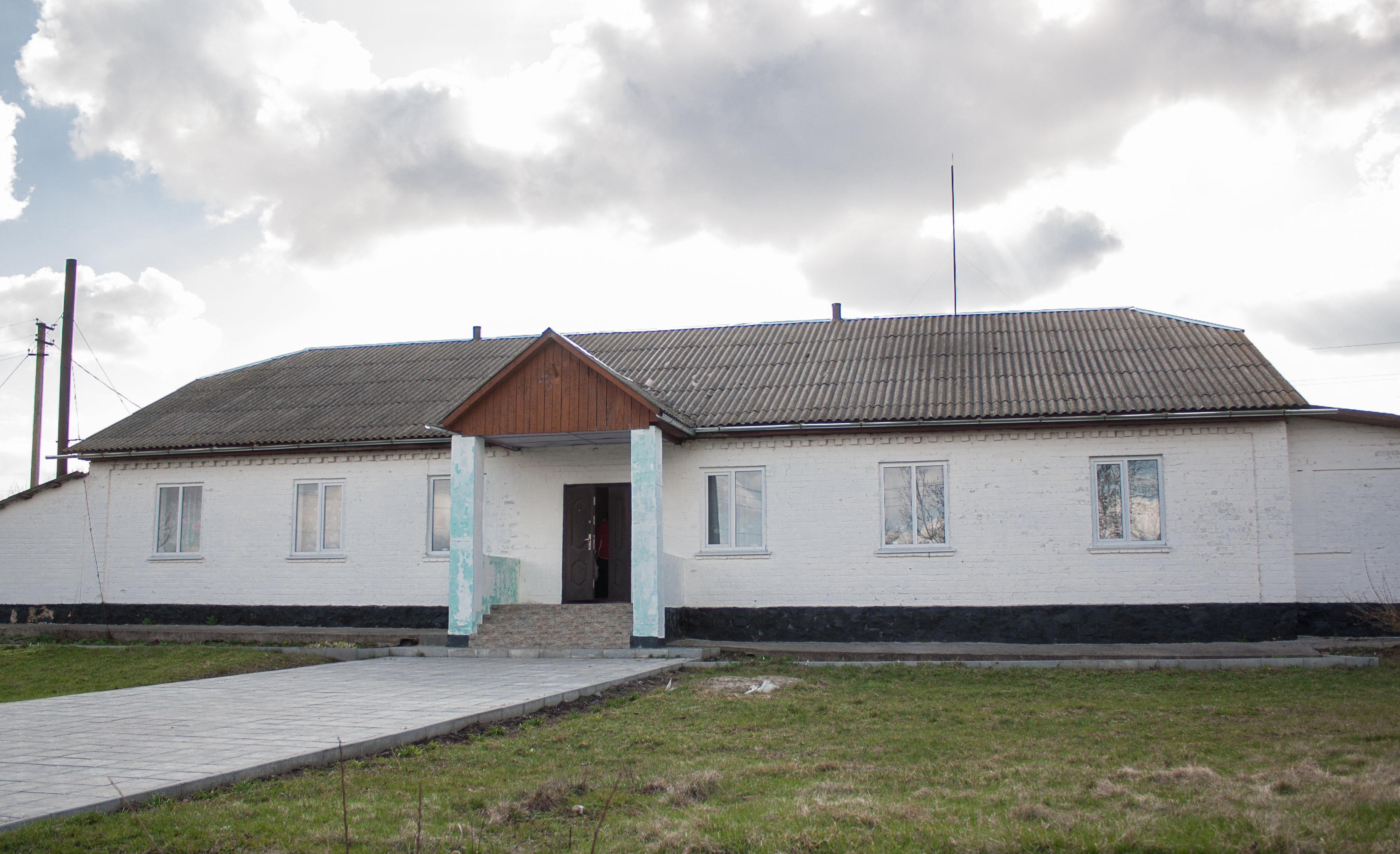
Дитсадок
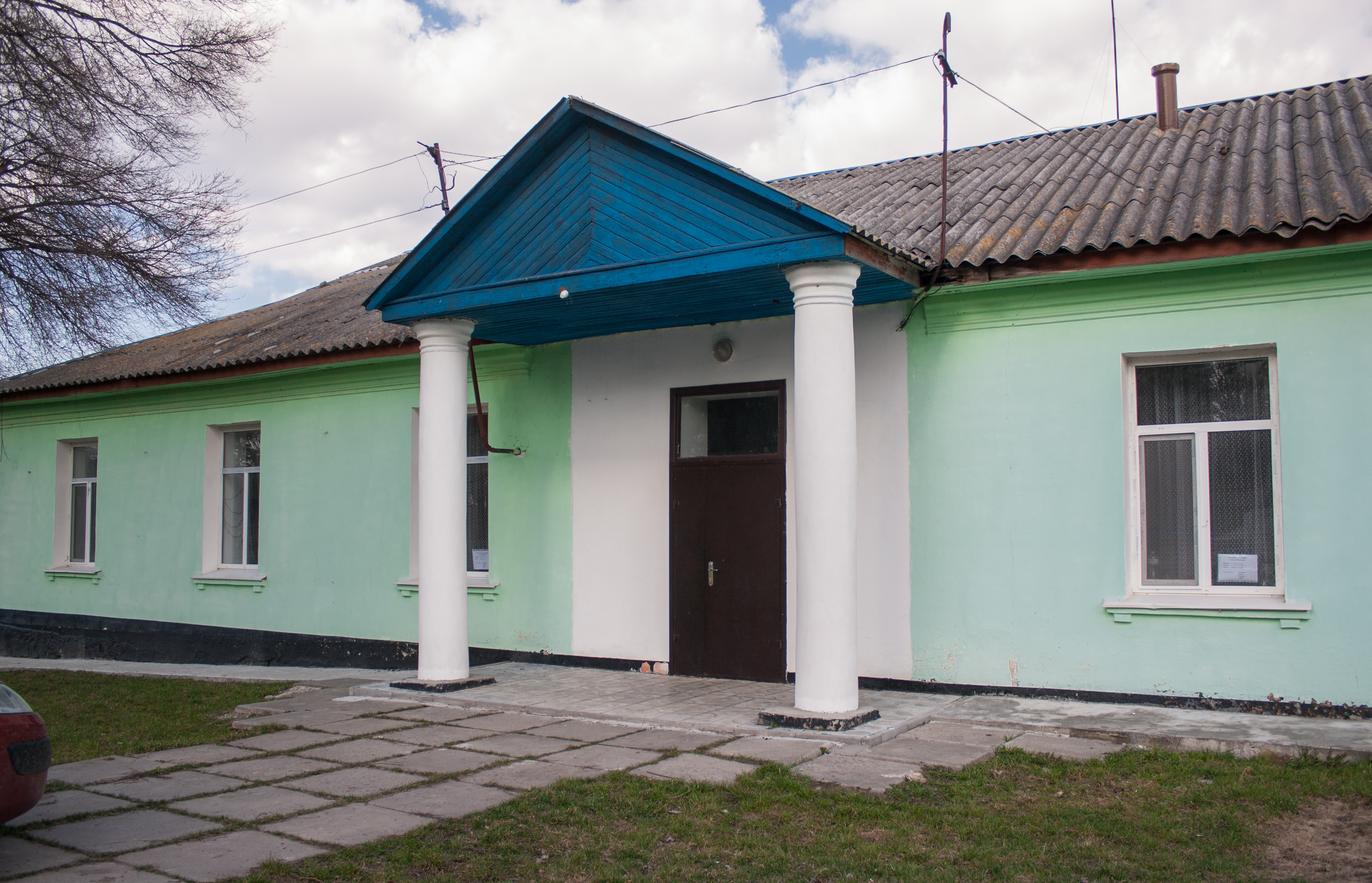
Будинок культури
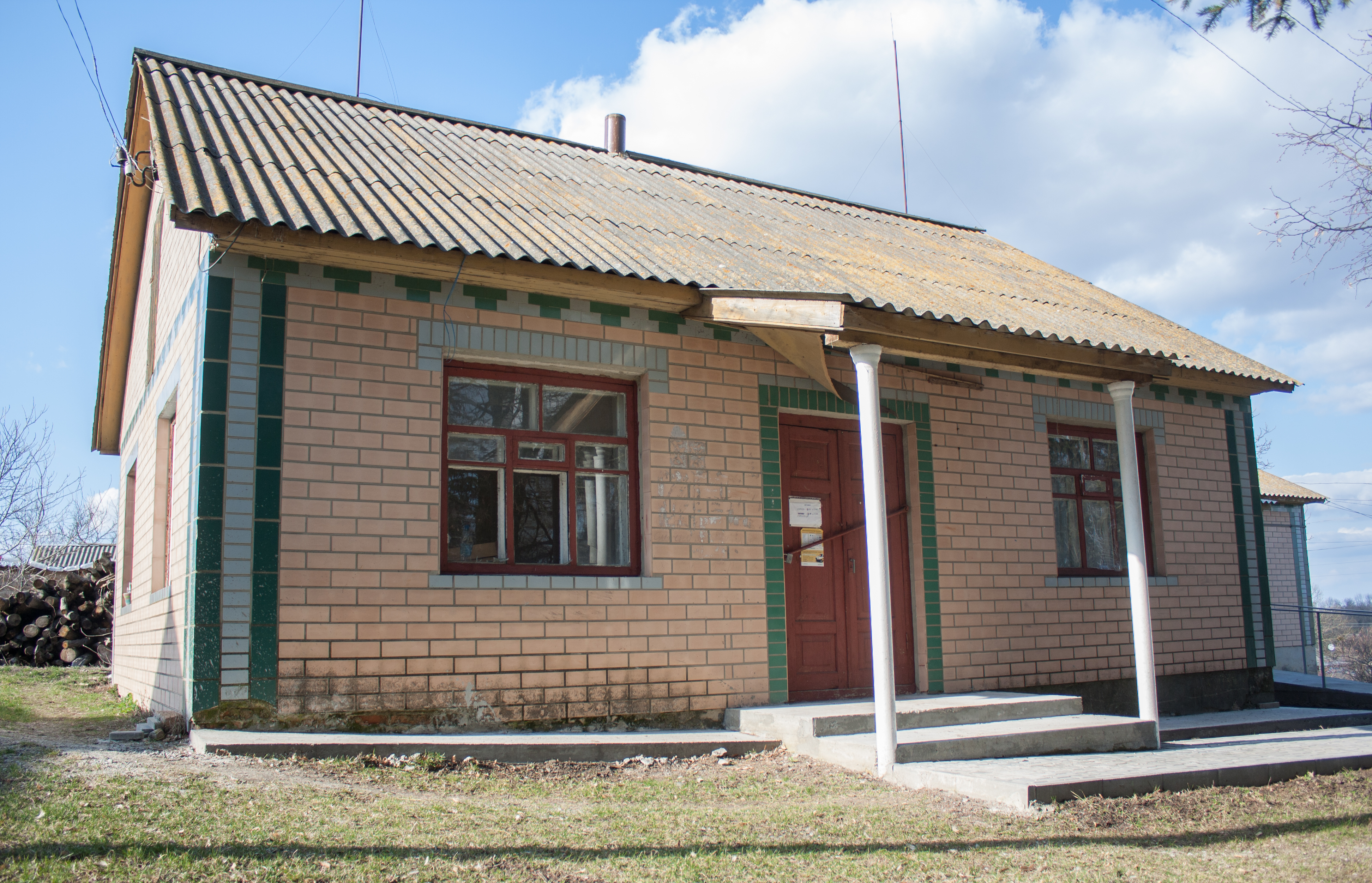
Пошта
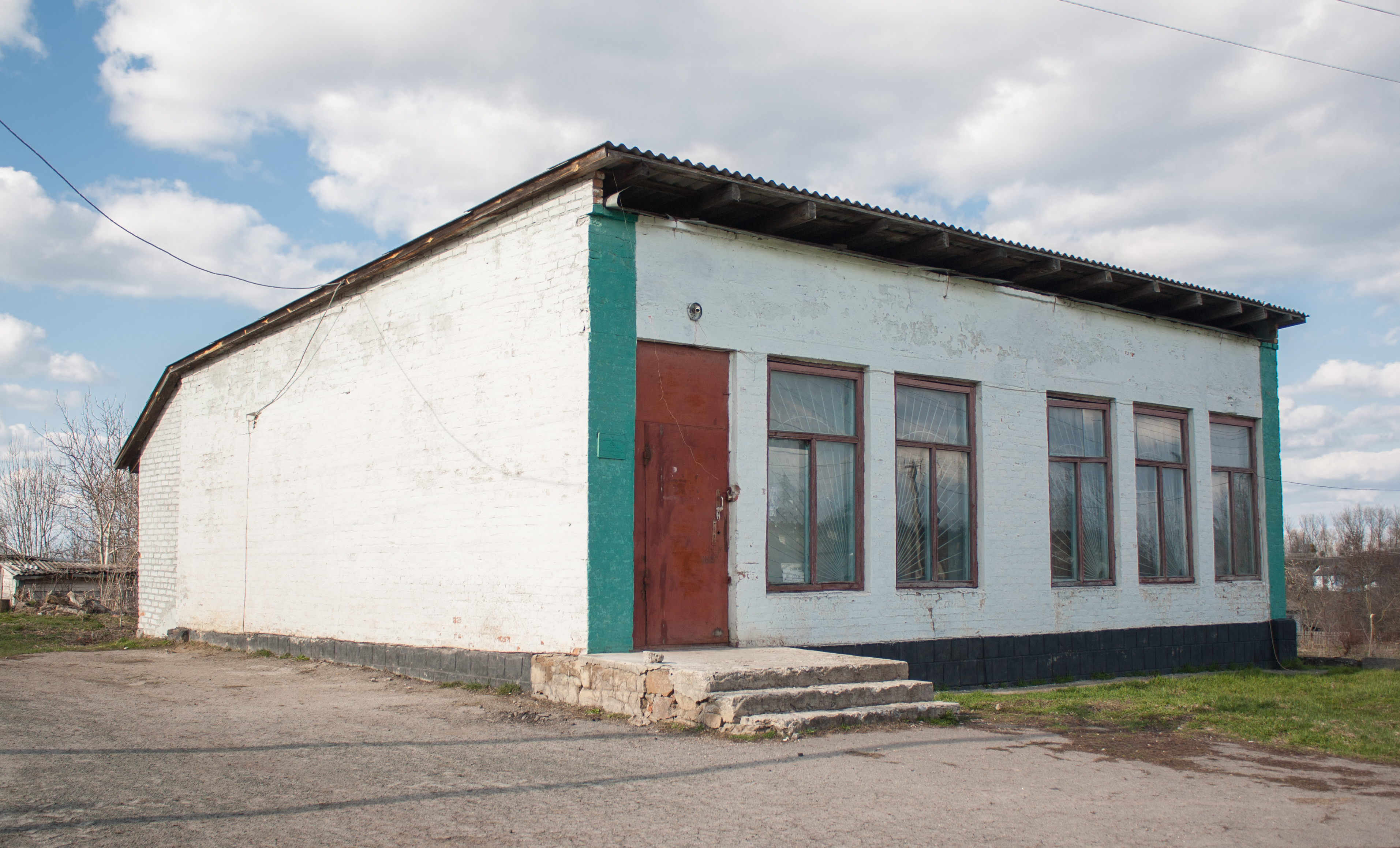
Магазин
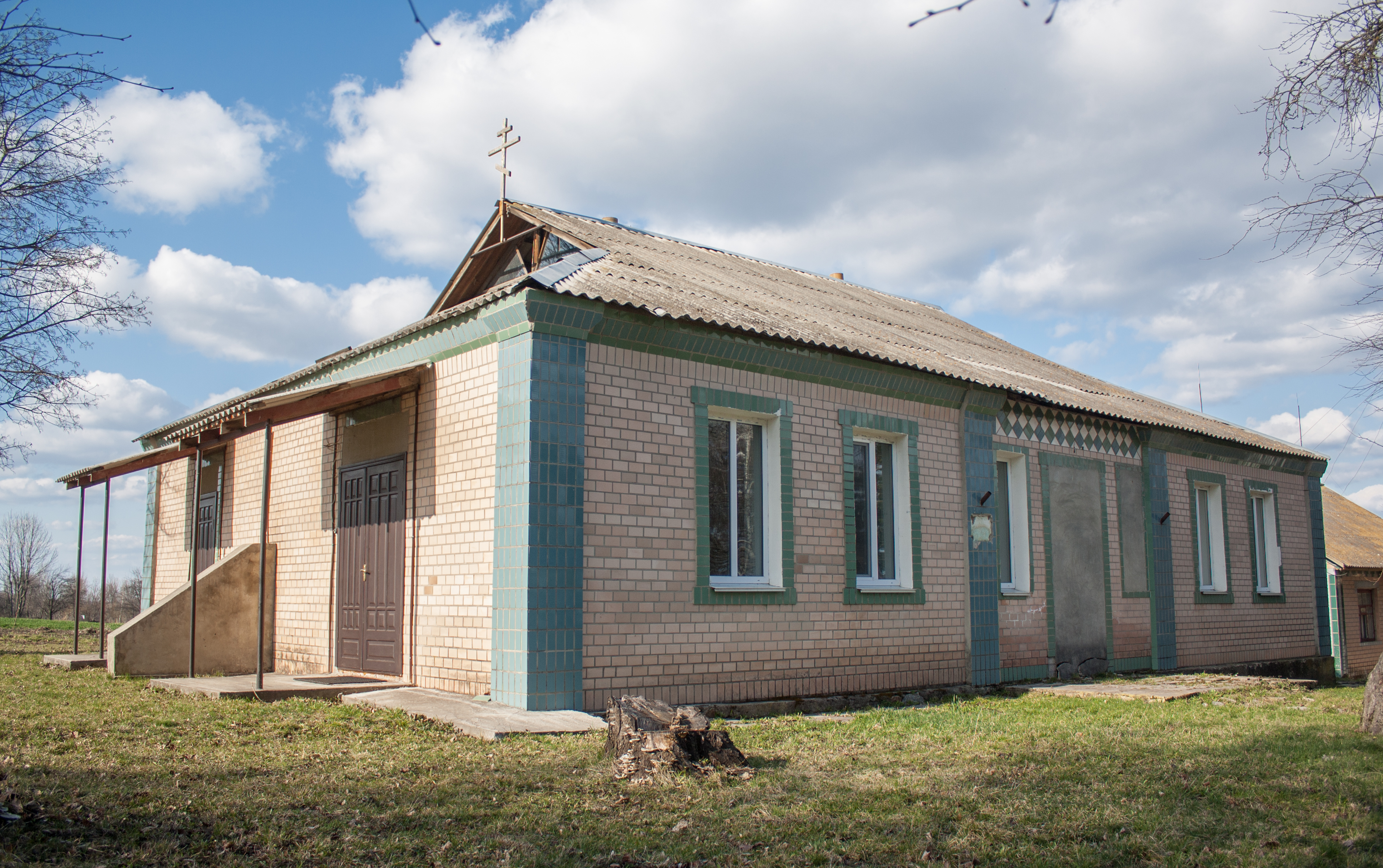
Церква
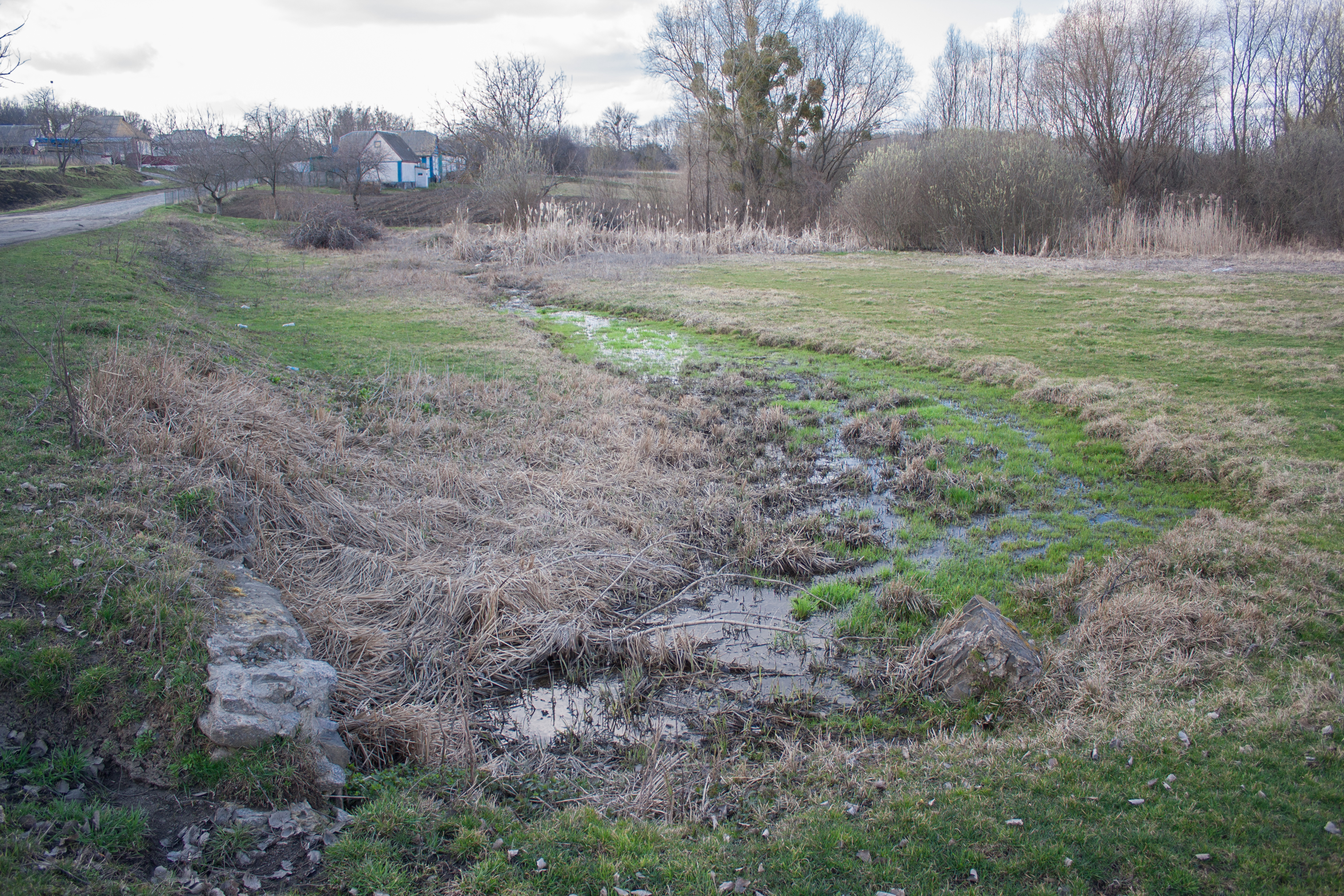
Струмок Безіменний
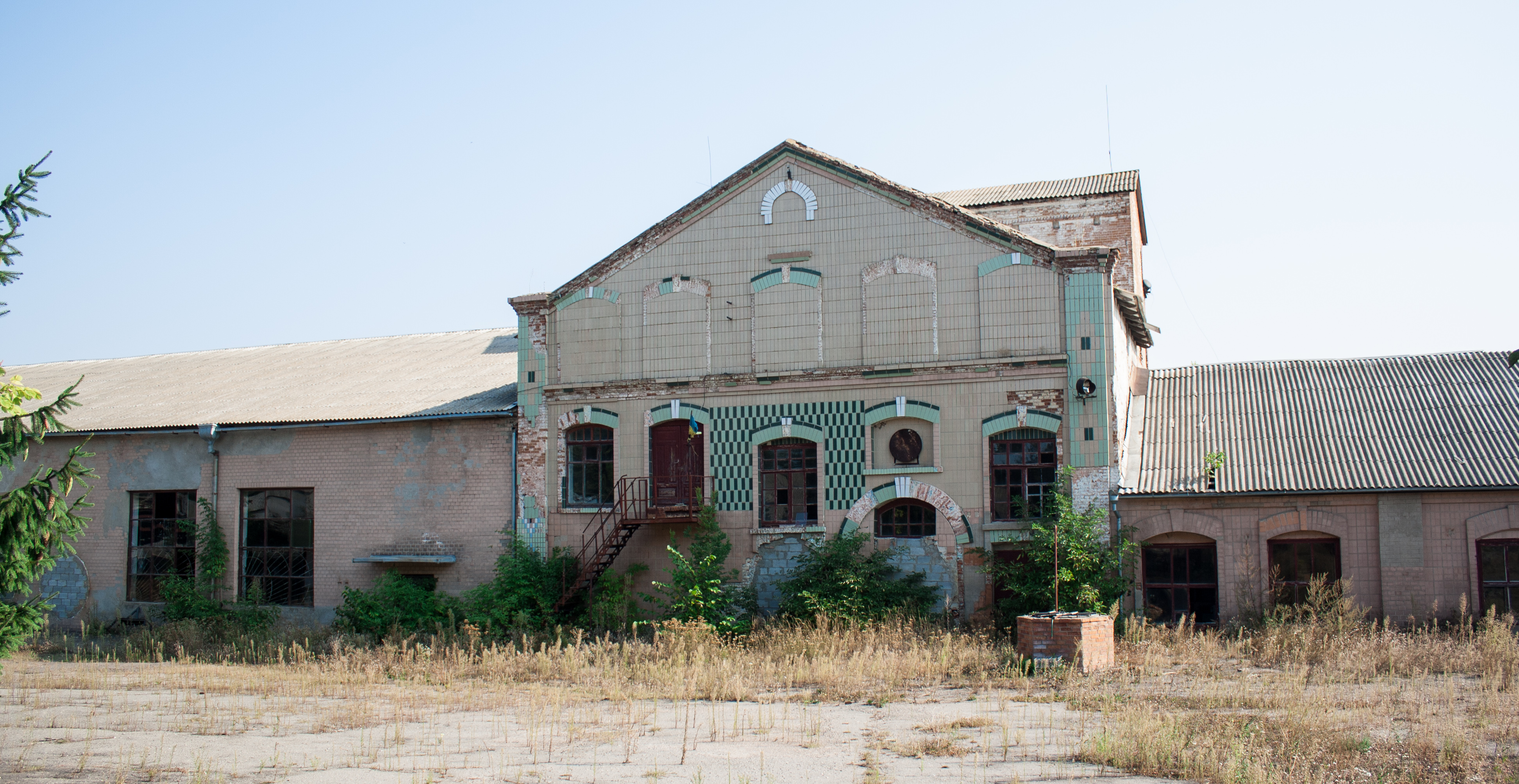
Колишній пивзавод (поч. XX ст.)
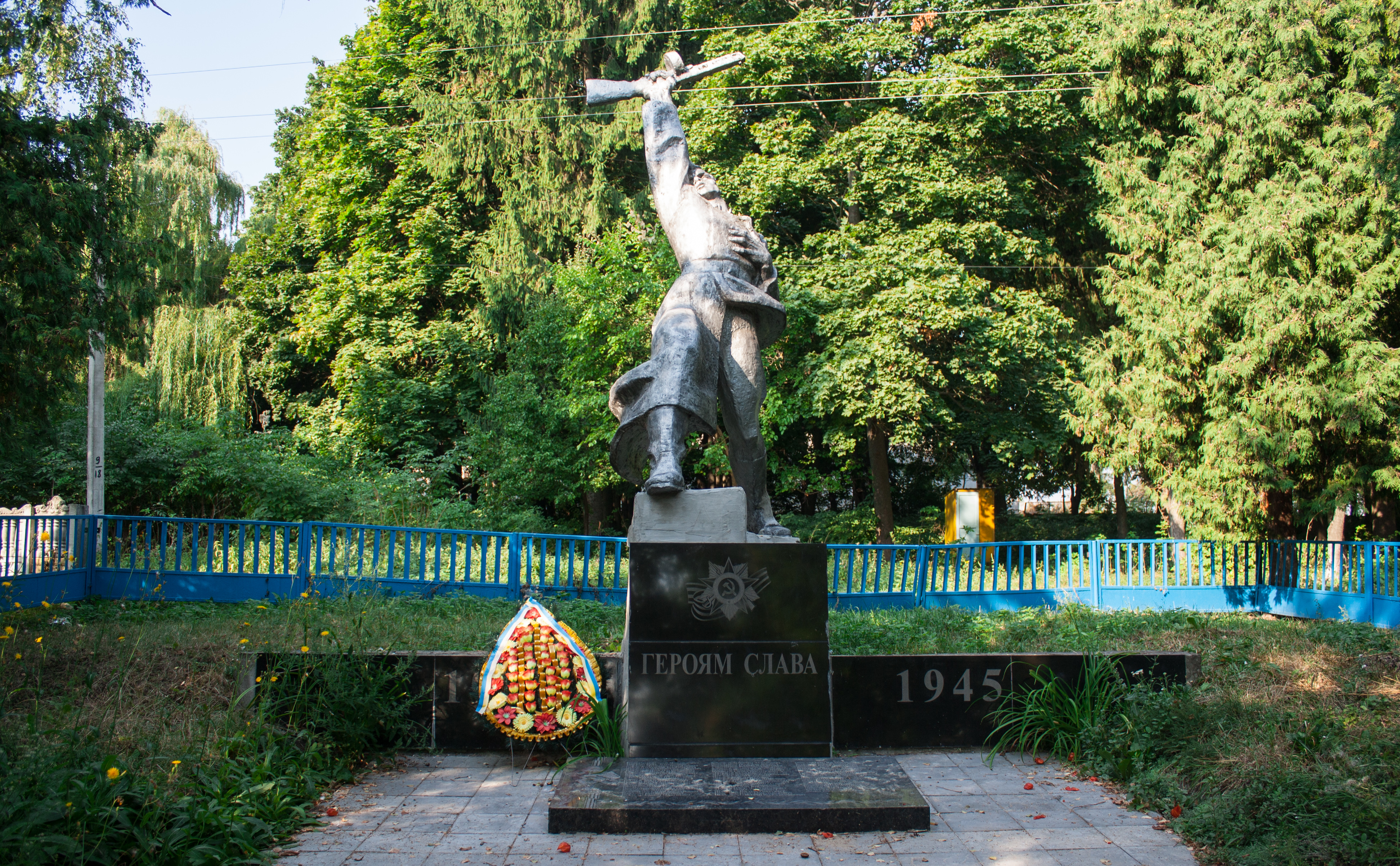
Пам'ятник воїнам-односельцям

## Історія
7 червня 1946 р. хутір Каєтанівка Половинчицької сільської Ради отримав назву «хутір Половинчицький».

## Згадки у літературі
- Село Половинчик згадується у циклі «Русалонька із 7-В» Марини Павленко. Зокрема частина подій повістей «Русалонька із 7-В або прокляття роду Кулаківського», «Русалонька із 7-В проти русалоньки з Білокрилівського лісу» відбуваються в даному населеному пункті.

## Відомі люди
- Володимир Вітвиновський (1924-1999) — співак-бас, соліст хорової капели «Думка»;

- Петриченко Олександр Тихонович (1923-2008) — український поет.